# Марилия (футбольный клуб)
«Мари́лия» (порт. — Marília Atlético Clube) — бразильский спортивный клуб из города Марилия в штате Сан-Паулу. Наиболее известен выступлениями своей футбольной команды. Клуб с 2012 года выступает в Серии D чемпионата Бразилии.

## История
Клуб был основан 14 декабря 1942 года под названием «Комершал» («Esporte Clube Comercial»). Английское название было крайне непопулярным, и в 1947 году (11 июля) команде было присвоено современное наименование.
С 1954 по 1969 годы Атлетический Клуб «Марилия» не участвовал в футбольных соревнованиях. 7 июля 1969 года было решено восстановить профессиональную футбольную команду под эгидой клуба.
В 1971 году «Марилия» впервые пробилась в элитный дивизион чемпионата штата Сан-Паулу. В её составе в 1972 году начал карьеру будущий нападающий сборной Бразилии Сержиньо Шулапа. В 1985 году «Марилия» вылетела из Серии A1, вернувшись в элитный дивизион только через 5 лет, однако реорганизация чемпионата привела к тому, что команда стала играть лишь во второй группе чемпионата и среди лучших клубов штата «Марилия» выступила лишь в 1993 году. Затем произошла очередная реорганизация Лиги Паулисты и «Марилия» отправилась во Второй дивизион (Серия A2). В последующие годы команда в основном боролась за выход в элитный дивизион чемпионата штата Сан-Паулу.
В 2002 году команда дебютировала в Серии C Бразилии и с ходу заняла в ней 2-е место, что позволило «Марилии» квалифицироваться в Серию B. Команда несколько раз была близка к выходу в элиту, в 2007 году даже набрала столько же очков, сколько и «Витория» из Салвадора, которая заняла 4-е место в турнире, но с «Марилии» было снято 6 очков за использование незаявленного игрока. Во втором эшелоне бразильского футбола клуб провёл 6 сезонов, после чего вернулся в Серию C.
| Выступления в чемпионатах Бразилии |          |       |
| Год                                | Дивизион | Место |
| 2002                               | Серия C  | 2-е   |
| 2003                               | Серия B  | 4-е   |
| 2004                               | Серия B  | 8-е   |
| 2005                               | Серия B  | 5-е   |
| 2006                               | Серия B  | 9-е   |
| 2007                               | Серия B  | 6-е   |
| 2008                               | Серия B  | 17-е  |
| 2009                               | Серия C  | 9-е   |
| 2010                               | Серия C  | 16-е  |
| 2011                               | Серия C  | 18-е  |
| 2012                               | Серия D  | 31-е  |

## Достижения
- Чемпионы штата Сан-Паулу в Серии А2 (2): 1971, 2002
- Вице-чемпионы Серии C Бразилии (1): 2002
- Юниорский кубок Сан-Паулу (1): 1979